# Königsdahlum
Königsdahlum ist ein Stadtteil von Bockenem im niedersächsischen Landkreis Hildesheim. Er hat 352 Einwohner.

## Geografie
Königsdahlum liegt im Ambergau etwa 3 km südsüdwestlich des Kernorts von Bockenem und 1,5 km nordwestlich des Bockenemer Stadtteils Bornum. Es breitet sich am Westufer der Nette und am Ostrand der bis 290,1 m ü. NHN hohen Harplage aus. In der Nordostabdachung dieses Höhenzuges liegt außerhalb des Dorfs etwa 1,3 km nordwestlich der Dorfkirche als größter Erdfall in Niedersachsen der mit Wasser gefüllte Dillsgraben und nebenan die Villa Dillsburg.

## Ortsname
Aus alten Urkunden ist zu ersehen, dass die Schreibweise des Ortes im Laufe der Jahrhunderte gewechselt hat: 936 Taleheim, später dann Tulehem, Talehum, Dalehem, Dalaheim, Dalahem, Daleheim, Dalheim, Dalem, Dalum, Dalhem, Dalen und zuletzt Dahlum. In alten Kirchenbüchern wird Dahlum 1592 bereits als Koenniges-Dahlum genannt. Als Abgrenzung zu Salzdahlum und Dahlum (Groß- und Kleindahlum) im Landkreis Wolfenbüttel wird der Ort ab 1830 Königsdahlum genannt. Der Name bedeutet Heim im Thale bzw. Wohnstätte einer Talung.

## Geschichte

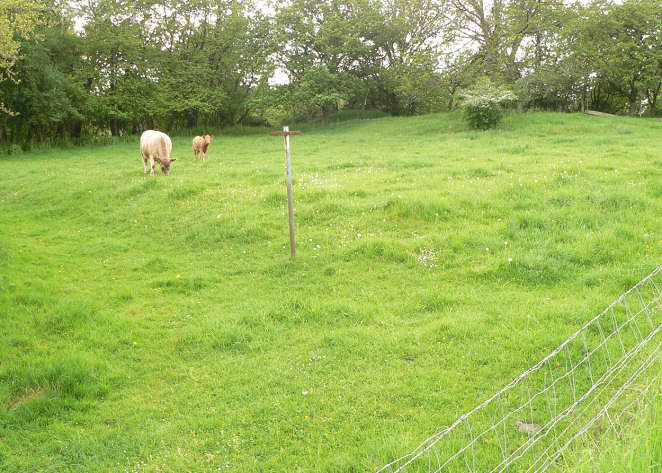
Standort der Pfalz Dahlum heute unter Grünland mit unebenen Bodenformen

Erstmals urkundlich erwähnt wird Königsdahlum im Jahr 936 als Pfalz Dahlum. Es ist ziemlich sicher, dass die Gründung der Königspfalz keine sächsische Gründung war, sondern dass die Anlage auf eine fränkische Gründung zurückgeht. In der Pfalz hielt sich Kaiser Otto der Große mehrfach während des 10. Jahrhunderts auf. Die Pfalz lag an einem Königsweg. Im Jahr 1192 wurde sie von Heinrich dem Löwen zerstört. Der Abbau der zerstörten Burg geschah hauptsächlich durch die Stadt Bockenem für die Errichtung der Stadtmauer.
An der Bahnstrecke Derneburg–Seesen, die 1887 bis Bockenem und 1889 bis Seesen fertiggestellt wurde, wurde in Königsdalum ein Haltepunkt eingerichtet. Die Strecke wurde 1990 für den Personen- und 1995 teilweise auch für den Güterverkehr stillgelegt. Sie wird nur noch gelegentlich von einer Museumseisenbahn, die auch in Königsdalum hält, und vereinzelt zur Beförderung von Gütern genutzt.
Im Rahmen der Gemeinde- und Gebietsreform wurde Königsdahlum am 1. März 1974 mit 17 weiteren Gemeinden zur Stadt Bockenem zusammengefasst.

## Religion
Es besteht die evangelisch-lutherische Kirchengemeinde Königsdahlum.

## Politik

### Ortsrat
Der Ortsrat, der den Ortsteil Königsdahlum vertritt, setzt sich aus fünf Mitgliedern zusammen. Die Ratsmitglieder werden durch eine Kommunalwahl für jeweils fünf Jahre gewählt.
Bei der Kommunalwahl 2021 gewann die CDU alle fünf Sitze.

### Ortsbürgermeister
Ortsbürgermeister ist Arndt Bertram, Stellvertreterin ist Katharina Spengler. (Stand 2021)

## Vereinswesen
In Königsdahlum wurde 1949, als noch eine Pflichtfeuerwehr existierte, die Freiwillige Feuerwehr Königsdahlum gegründet. Sie hatte 2011 37 Aktive, 14 Alterskameraden und 74 fördernde Mitglieder. Aktuell ist Alexander Heinz der Ortsbrandmeister dieser Feuerwehr mit Grundausstattung.
Im Jahre 1981 wurde die Arbeitsgemeinschaft Dorfgemeinschaftshaus Königsdahlum e. V. gegründet. Sie hat die ehemalige Schule zu einem Dorfgemeinschaftshaus umgebaut und ist verantwortlich für die Instandhaltung und Vermietung. Vermietet werden darf die Schule laut Verfügung der Stadt Bockenem nur an Königsdahlumer Bürger.
Seit dem Jahre 2020 gibt es eine monatlich erscheinende Dorfzeitung mit dem Titel „Königsdahlums Schnack am Zaun“.